# 博费 (奥恩省)
博费（法語：Beaufai，法語發音：[bofɛ] ⓘ）是法国奥恩省的一个市镇，属于莫尔塔涅欧佩什区。

## 地理
博费（48°44'58"N, 0°30'53"E）面积12.9 平方千米，位于法国诺曼底大区奧恩省，该省份为法国西北部内陆省份，北起顺时针与卡爾瓦多斯省、厄尔省、厄尔-卢瓦省、萨尔特省、马耶讷省和芒什省接壤。
与博费接壤的市镇（或旧市镇、城区）包括：奥布、赖镇、圣埃夫鲁树林圣母村、里勒河畔圣伊莱尔、圣皮埃尔德洛日、圣桑福里安-德布吕耶尔、乌什堡。

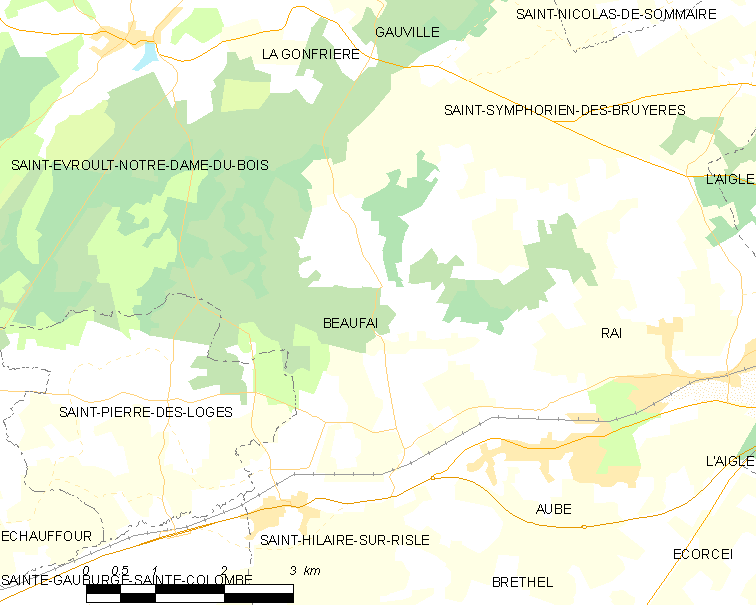
的OSM定位图

博费的时区为UTC+01:00、UTC+02:00（夏令时）。

## 行政
博费的邮政编码为61270，INSEE市镇编码为61032。

## 政治
博费所属的省级选区为赖村县。

## 人口

1962-2008年间人口变化图示

博费于2022年1月1日时的人口数量为327人。